# 鉄道史学会
鉄道史学会（てつどうしがくかい）は、鉄道の歴史を工学技術面だけでなく、政治、経済、文化など多方面から学術的に研究することを目的とした学会で、1983年に設立された。
主な活動は、毎年1回の総会と数回の研究会の開催、会報の発行である。総会の開催場所としては大学などが使用される。また、大学と共催で企画展も開催する。

## 沿革
- 1983年 - 鉄道史学会設立。初代会長は和光大学の原田勝正[3]。
- 1984年8月 - 会報『鉄道史学』第1号を発行[4]。
- 1994年 - 学会創立10周年を記念して『鉄道史文献目録〈私鉄社史・人物史編〉』を発行[5]。

## 顕彰
鉄道史学会では、住田正二の業績を記念し、顕彰制度として住田奨励賞を創設している。鉄道史の研究の進展に寄与するような優れた業績に対して授与される。

## 主な出版物

### 会報
- 鉄道史学会『鉄道史学』鉄道史学会 出版、日本経済評論社 発売。国立国会図書館 蔵。

### 書籍
- 鉄道史学会 編『鉄道史文献目録〈私鉄社史・人物史編〉』鉄道史学会 制作、日本経済評論社 発売、1994年6月10 出版。ISBN 978-4818807563。

## 主な会員
- 青木栄一 - 地理学者
- 白土貞夫 - 郷土史研究家
- 老川慶喜 - 経済学者・歴史学者
- 岩成政和 - 東京都職員・鉄道研究家